# Epithelopsis
Epithelopsis là một chi nấm thuộc họ Polyporaceae.